# Lilli Gruber
Lilli Gruber, właśc. Dietlinde Gruber (ur. 19 kwietnia 1957 w Bolzano) – włoska dziennikarka, była eurodeputowana.

## Życiorys
Ukończyła studia z zakresu filologii angielskiej na Uniwersytecie Ca’ Foscari w Wenecji.
Od 1984 do 2004 pracowała jako dziennikarka w publicznym koncernie medialnym RAI. W 1987 została pierwszą kobietą-prezenterką programu TG1, głównego serwisu informacyjnego w stacji Rai Uno. Później przez kilkanaście lat była zagranicznym korespondentem należących do RAI mediów. Przeprowadzała relacje m.in. z wydarzeń wojennych w Jugosławii i zamachów w USA z 11 września 2001. Współpracowała też z czasopismami („La Stampa”, „Corriere della Sera”). Opublikowała kilka pozycji książkowych poświęconych m.in. islamowi.
W kwietniu 2004 odeszła z RAI, motywując tę decyzję protestem wobec prób kontrolowania mediów przez ówczesnego premiera Silvia Berlusconiego. W tym samym roku uzyskała mandat posła do Parlamentu Europejskiego z listy Drzewa Oliwnego (jako bezpartyjny kandydat rekomendowany przez Demokratów Lewicy). W wyborach tych otwierała dwie z pięciu regionalnych list Ulivo, w jednym z okręgów zdobyła więcej głosów niż Silvio Berlusconi, kandydujący z ramienia Forza Italia.
W 2007 znalazła się w komitecie założycielskim Partii Demokratycznej. We wrześniu 2008 złożyła mandat deputowanej do PE, powracając do pracy dziennikarskiej w prywatnej stacji telewizyjnej La7.